# 開会式

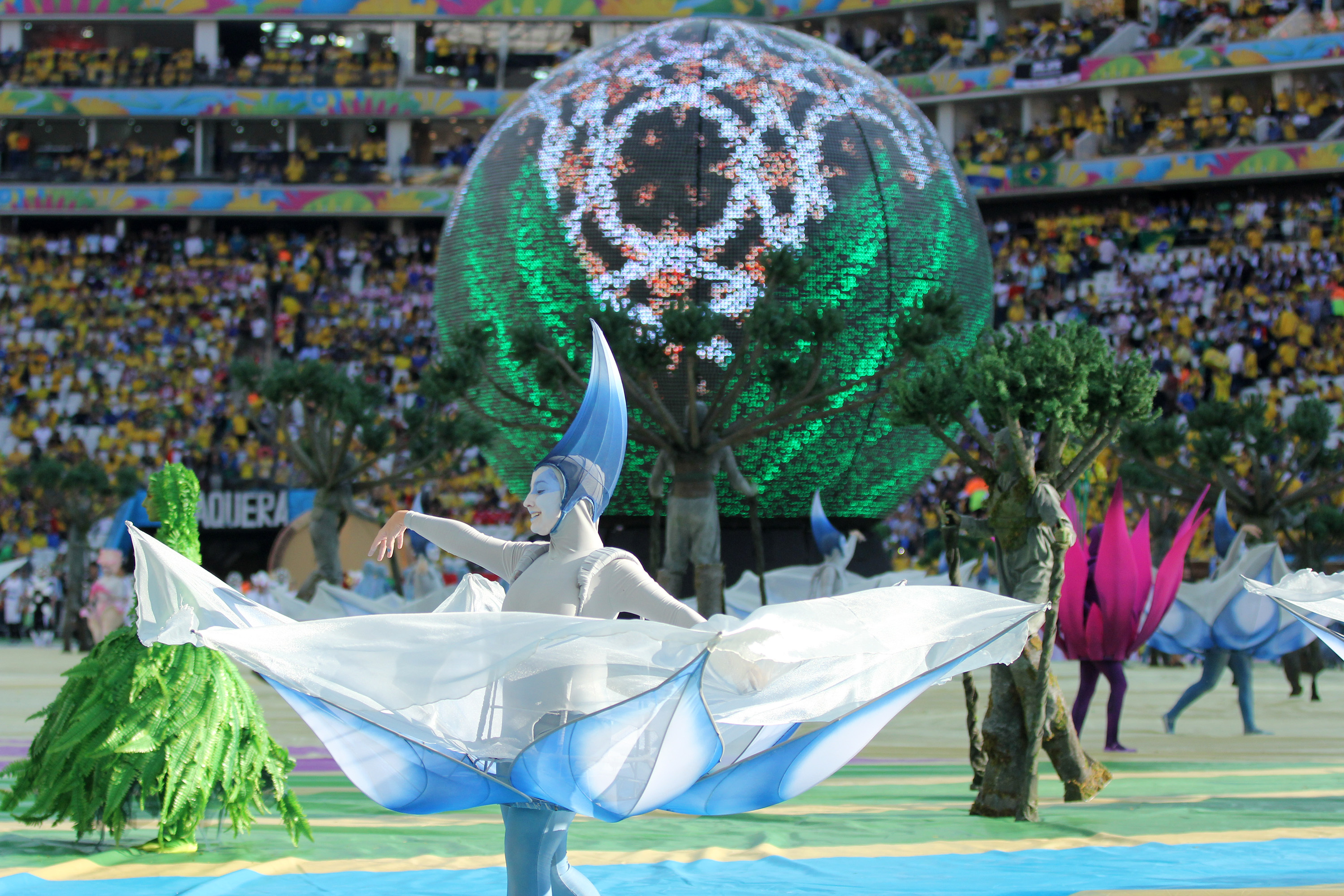
開会式の一例『2014 FIFAワールドカップの開会式』

開会式（かいかいしき、英: Opening ceremony）とは、イベントや競技会の開催に先立って行われる式の事である。

## 概要
主にイベントの初日に行われるが、イベントによっては開催前日に行われることもある。開会式の時に行われる式典では、開会宣言・国旗掲揚・来賓祝辞などが行われる。その後アトラクション（演奏・合唱）が行われる場合もある。
サッカーやラグビーなどの競技大会においては、合わせて前回の優勝クラブ、または国および地域から、優勝旗やトロフィー（FIFAワールドカップトロフィー、ラグビーワールドカップにおけるウェブ・エリス・カップなど）の返還も行われる。

## 入場順
競技会の開会式では、選手入場や選手宣誓などが行われる。入場順は「都道府県 / 市町村順」「開催地域の公用語順」「過去もしくは直前の大会の成績順」などがある。例として、近代オリンピックでは「先頭にギリシャ」→「開催国の公用語順」→「最後尾に開催国」という順で入場する
しかし、ギリシャ開催の場合は異なる。直前に開催された2004年アテネオリンピックでは、「先頭はギリシャ国旗のみ入場」→「参加各国がギリシア語のアルファベット順に入場」→「最後尾にギリシャ選手団が入場」という順が取られた。

## 備考
『NHK紅白歌合戦』においても、21時スタートだった昭和の時代には開会式があり、出場歌手全員が勢揃いし入場行進、前回優勝チーム司会者からの優勝旗返還、代表歌手の選手宣誓が行われていた。特に1963年には1964年東京オリンピックの前年であり、近代オリンピックを意識した聖火ランナーの行進が行われていたが、現在の19時台のスタートになってからは時間的な制約上、優勝旗返還や選手宣誓が省略される場合が多い。